# Hospital Universitario La Paz

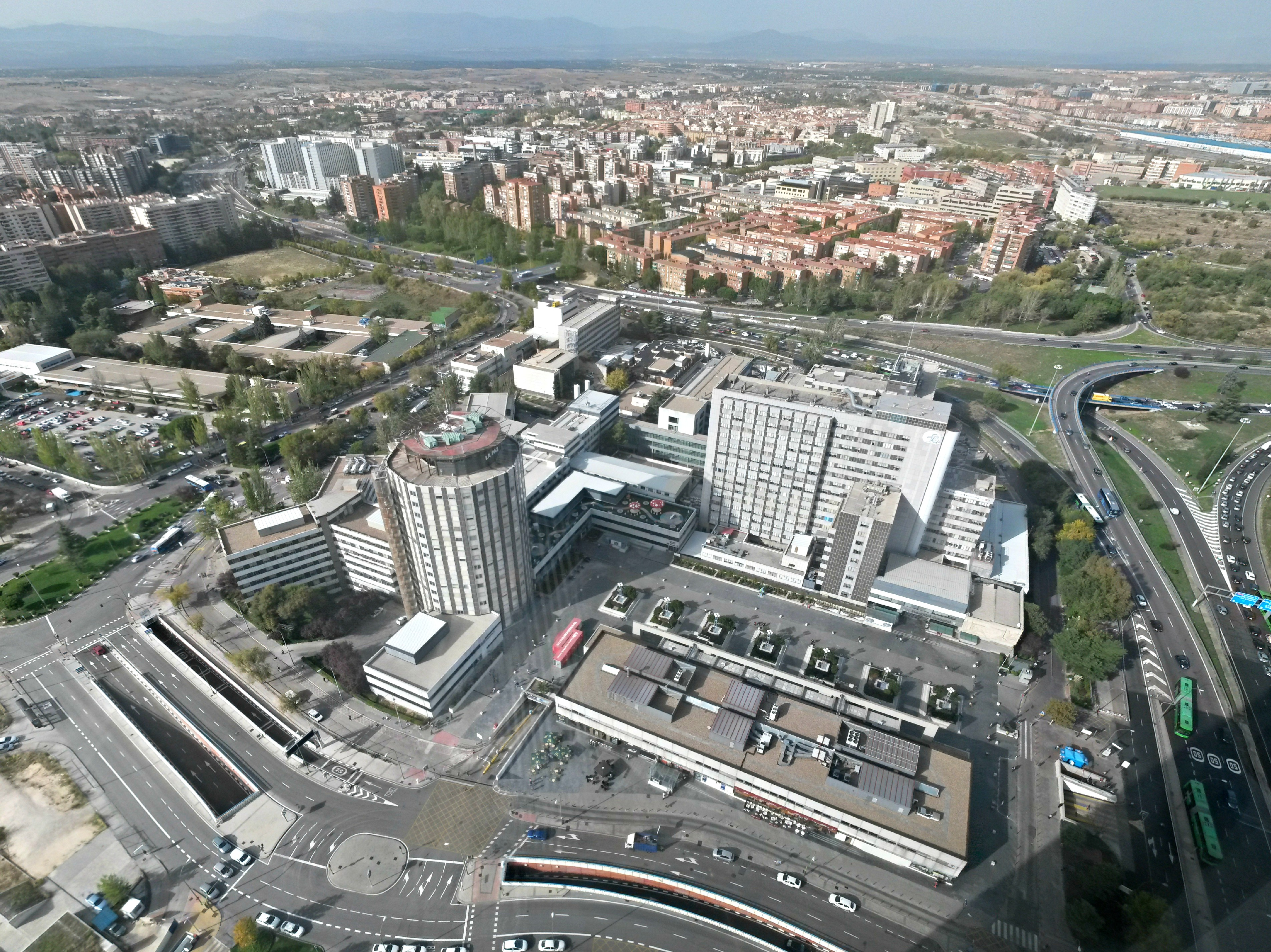
Huvudbyggnad.

Hospital Universitario La Paz (La Paz Universitetssjukhus) är ett universitetssjukhus i centrala Madrid (Spanien). Det grundades år 1964 och blev det första stora sjukhuset i Spanien. Idag anses det vara Spaniens bästa sjukhus och remissjukhus nationellt och även internationellt inom vissa specialiteter.